# Comuna Gohor, Galați
Gohor este o comună în județul Galați, Moldova, România, formată din satele Gara Berheci, Gohor (reședința), Ireasca, Nărtești și Poșta. Se află în Podișul Covurluiului; lângă Zeletin, Berheci și Bârlad; și la o altitudine de 111 m deasupra nivelului mării. Are o suprafață de 51,97 km². Populația este de 3.154 locuitori, determinată în 1 decembrie 2021, prin recensământ, chestionar.

## Așezare
Comuna se află în marginea nordică a județului, în podișul Covurlui, la limita cu județul Vrancea, la vărsarea râului Zeletin în Berheci și a acestuia din urmă în Bârlad. Este străbătută de șoseaua națională DN24, care leagă Tecuciul de Bârlad. La Gara Berheci, din acest drum se ramifică șoseaua județeană DJ241, care leagă comuna înspre nord în județul Vrancea de Tănăsoaia, Boghești și mai departe în județul Bacău de Podu Turcului (unde se intersectează cu DN11A), Glăvănești, Motoșeni, Răchitoasa, Colonești și Izvoru Berheciului. Lângă Gohor, din DJ241 se ramifică DJ241A, care duce tot spre nord, la Brăhășești, apoi în județul Vrancea la Tănăsoaia, Corbița și mai departe în județul Bacău la Dealu Morii, Vultureni, Oncești și Izvoru Berheciului. Prin comună trece și calea ferată Tecuci-Bârlad, pe care este deservită de stația Berheci.
Satul Gohor se află în nordul comunei, la confluența între Zeletin și Berheci; Ireasca mai spre sud-est; Nărtești se află puțin mai în jos pe malul Berheciului, iar Poșta și Gara Berheci se află în extremitatea sud-estică, lângă șoseaua națională și la calea ferată, la vărsarea Berheciului în Bârlad.

## Istorie
La sfârșitul secolului al XIX-lea, comuna făcea parte din plasa Zeletin a județului Tecuci și era formată din satele Gohor, Ireasca, Nărteștii de Jos, Nărteștii de Sus și Poșta, având în total 3061 de locuitori ce trăiau în 795 de case. În comună funcționau patru biserici (două la Gohor, una la Ireasca și una la Nărteștii de Sus), două mori de abur, una de apă, și două școli: una la Gohor, înființată în 1864 cu 89 de elevi (dintre care 3 fete) și una la Nărteștii de Sus, înființată în 1866, cu 44 de elevi (dintre care o fată). Anuarul Socec din 1925 consemnează desprinderea satelor Nărteștii de Jos, Nărteștii de Sus și Poșta, care au format comuna Nărtești, cu 2742 de locuitori; comuna Gohor, rămasă cu satele Ireasca și Gohor, avea 2620 de locuitori. Ambele făceau parte din plasa Podu Turcului a aceluiași județ. În 1931, a fost organizat și satul Gara Berheci pe teritoriul comunei Nărtești, și satul Orbu pe teritoriul comunei Gohor.
În 1950, comunele au fost arondate raionului Tecuci din regiunea Putna, apoi (după 1952) din regiunea Bârlad și (după 1956) din regiunea Galați. În 1968, ele au trecut la județul Galați. Tot atunci, satele Nărteștii de Jos și Nărteștii de Sus au fost comasate și au format satul Nărtești, iar comuna Nărtești a fost desființată, toate satele ei trecând la comuna Gohor.

## Demografie
Componența etnică a comunei Gohor
     Români (94,42%)
     Alte etnii (0,25%)
     Necunoscută (5,33%)
Componența confesională a comunei Gohor
     Ortodocși (93,02%)
     Alte religii (0,76%)
     Necunoscută (6,21%)
Conform recensământului efectuat în 2021, populația comunei Gohor se ridică la 3.154 de locuitori, în scădere față de recensământul anterior din 2011, când fuseseră înregistrați 3.193 de locuitori. Majoritatea locuitorilor sunt români (94,42%), iar pentru 5,33% nu se cunoaște apartenența etnică. Din punct de vedere confesional, majoritatea locuitorilor sunt ortodocși (93,02%), iar pentru 6,21% nu se cunoaște apartenența confesională.

## Politică și administrație
Comuna Gohor este administrată de un primar și un consiliu local compus din 13 consilieri. Primarul, Gelu Sârghie[*], de la Partidul Social Democrat, este în funcție din 2012. Începând cu alegerile locale din 2024, consiliul local are următoarea componență pe partide politice:
|  | Partid                          | Consilieri | Componența Consiliului | Componența Consiliului | Componența Consiliului | Componența Consiliului | Componența Consiliului | Componența Consiliului | Componența Consiliului | Componența Consiliului |
|  | ------------------------------- | ---------- | ---------------------- | ---------------------- | ---------------------- | ---------------------- | ---------------------- | ---------------------- | ---------------------- | ---------------------- |
|  | Partidul Social Democrat        | 8          |                        |                        |                        |                        |                        |                        |                        |                        |
|  | Partidul Național Liberal       | 4          |                        |                        |                        |                        |                        |                        |                        |                        |
|  | Alianța pentru Unirea Românilor | 1          |                        |                        |                        |                        |                        |                        |                        |                        |